# Jessica Shy/Diskografie
Diese Diskografie ist eine Übersicht über die musikalischen Werke der litauischen Sängerin und Songwriterin Jessica Shy.

## Alben

### Studioalben
| Jahr | Titel                  | Höchstplatzierung, Gesamtwochen, AuszeichnungChartsChartplatzierungen (Jahr, Titel, Platzierungen, Wochen, Auszeichnungen, Anmerkungen) | Anmerkungen                           |
| Jahr | Titel                  | LT | Anmerkungen                           |
| ---- | ---------------------- | --- | ------------------------------------- |
| 2022 | Apkabinti Prisiminimus | LT1 Diamant · (179 Wo.)LT | Erstveröffentlichung: 25. Januar 2022 |
| 2023 | Pasaka                 | LT1 Diamant · (120 Wo.)LT | Erstveröffentlichung: 10. März 2023   |
| 2024 | Sutemos                | LT1 Diamant · (56 Wo.)LT | Erstveröffentlichung: 31. Mai 2024    |
| 2025 | Žvėris                 | LT1 (3 Wo.)LT | Erstveröffentlichung: 12. Juni 2025   |

## Singles
| Jahr | Titel Album                             | Höchstplatzierung, Gesamtwochen, AuszeichnungChartsChartplatzierungen (Jahr, Titel, Album, Platzierungen, Wochen, Auszeichnungen, Anmerkungen) | Anmerkungen |
| Jahr | Titel Album                             | LT | Anmerkungen |
| --- | --------------------------------------- | --- | --- |
| 2019 | Viskas Ką Turiu – Radistai Dj’s Remix – | LT63 (7 Wo.)LT | Erstveröffentlichung: 14. März 2019                                                                                   |
| 2020 | Viskas Ką Turiu –                       | LT25 (60 Wo.)LT | Erstveröffentlichung: 18. Februar 2019                                                                                |
| 2020 | Oras Ir Vanduo –                        | LT94 (1 Wo.)LT | Erstveröffentlichung: 28. Oktober 2020                                                                                |
| 2021 | Užmerk Man Akis –                       | LT42 (1 Wo.)LT | Erstveröffentlichung: 22. April 2021                                                                                  |
| 2021 | Alright –                               | LT31 (31 Wo.)LT | Erstveröffentlichung: 31. Juli 2021; mit Justinas Jarutis                                                             |
| 2022 | Tyliai Pakuždėk Apkabinti Prisiminimus  | LT1 Diamant · (130 Wo.)LT | Erstveröffentlichung: 25. Januar 2022; mit Nombeko Auguste                                                            |
| 2022 | Rugpjūtis –                             | LT1 Diamant · (172 Wo.)LT | Erstveröffentlichung: 9. Juli 2021; mit Justinas Jarutis                                                              |
| 2022 | Šokam Lėtai Apkabinti Prisiminimus      | LT1 Platin · (160 Wo.)LT | Erstveröffentlichung: 14. Januar 2022                                                                                 |
| 2022 | Stadionai –                             | LT10 Gold · (149 Wo.)LT | Erstveröffentlichung: 15. Oktober 2019; mit Rokas                                                                     |
| 2022 | Tu Palauk –                             | LT19 (36 Wo.)LT | Erstveröffentlichung: 12. Februar 2021; mit Justinas Jarutis, erschien zusätzlich auf Jarutis Album Tavęs Manęs Savęs |
| 2022 | Rožė –                                  | LT100 Gold · (76 Wo.)LT | Erstveröffentlichung: 27. Februar 2020                                                                                |
| 2022 | Žiburiai Pasaka                         | LT10 (50 Wo.)LT | Erstveröffentlichung: 25. November 2022                                                                               |
| 2024 | Norim Bėgt Sutemos                      | LT15 (11 Wo.)LT | Erstveröffentlichung: 31. Mai 2024                                                                                    |
| 2024 | Nebenoriu Laukti –                      | LT58 (1 Wo.)LT | Erstveröffentlichung: 30. Juni 2019                                                                                   |
| 2024 | Pilnatis (Lukas Goss Remix) –           | LT78 (1 Wo.)LT | Erstveröffentlichung: 6. Dezember 2024; Teil der Single Pilnatis (Remixes); mit Lukas Goss                            |
| 2025 | Vis Vien Žvėris                         | LT1 (15 Wo.)LT | Erstveröffentlichung: 21. März 2025                                                                                   |
| 2025 | Dėl Tavęs Pasaka                        | LT1 Gold · (125 Wo.)LT | Erstveröffentlichung: 19. Januar 2023                                                                                 |
| Folgende Lieder erschienen nicht als Single, wurden aber durch das Album zum Download und Streaming bereitgestellt und konnten somit eine Platzierung erlangen: |                                         | | |
| |                                         | | |
| 2022 | Ar Įsileisi Apkabinti Prisiminimus      | LT27 (11 Wo.)LT | Erstveröffentlichung: 25. Januar 2022; mit Justinas Jarutis                                                           |
| 2022 | Ilgėtis Mėnulio Apkabinti Prisiminimus  | LT49 (2 Wo.)LT | Erstveröffentlichung: 25. Januar 2022; feat. Nombeko Auguste                                                          |
| 2022 | Rast Atsakymą Apkabinti Prisiminimus    | LT50 (5 Wo.)LT | Erstveröffentlichung: 25. Januar 2022                                                                                 |
| 2022 | Apkabinti Prisiminimus                  | LT59 (1 Wo.)LT | Erstveröffentlichung: 25. Januar 2022                                                                                 |
| 2022 | Drugiai Apkabinti Prisiminimus          | LT73 (1 Wo.)LT | Erstveröffentlichung: 25. Januar 2022; feat. Silvester Belt                                                           |
| 2022 | Laikas Negydo Apkabinti Prisiminimus    | LT75 (1 Wo.)LT | Erstveröffentlichung: 25. Januar 2022                                                                                 |
| 2023 | Bateliai Pasaka                         | LT17 (10 Wo.)LT | Erstveröffentlichung: 25. November 2022                                                                               |
| 2024 | Melodija Pasaka                         | LT14 (23 Wo.)LT | Erstveröffentlichung: 25. November 2022                                                                               |
| 2024 | Degina Sutemos                          | LT16 (14 Wo.)LT | Erstveröffentlichung: 31. Mai 2024                                                                                    |
| 2024 | Pilnatis (Ajajai) Sutemos               | LT10 (23 Wo.)LT | Erstveröffentlichung: 31. Mai 2024                                                                                    |
| 2024 | Daug Sutemos                            | LT11 (22 Wo.)LT | Erstveröffentlichung: 31. Mai 2024; feat. Yardy                                                                       |
| 2024 | Klavišai Pasaka                         | LT13 (9 Wo.)LT | Erstveröffentlichung: 25. November 2022; mit Rokas Yan                                                                |
| 2025 | Nieko Nieko Pasaka                      | LT10 Gold · (96 Wo.)LT | Erstveröffentlichung: 10. März 2023                                                                                   |
| 2025 | 1000 Vėtrų Sutemos                      | LT1 (57 Wo.)LT | Erstveröffentlichung: 31. Mai 2024                                                                                    |
| 2025 | Tarp Geltonų Rūtų Sutemos               | LT10 (57 Wo.)LT | Erstveröffentlichung: 31. Mai 2024                                                                                    |
| 2025 | Apkabink Pasaka                         | LT1 Platin · (119 Wo.)LT | Erstveröffentlichung: 10. März 2023                                                                                   |
| 2025 | Žvaigždės Sutemos                       | LT1 (57 Wo.)LT | Erstveröffentlichung: 31. Mai 2024                                                                                    |
| 2025 | Nepyk Ant Manęs Sutemos                 | LT14 (57 Wo.)LT | Erstveröffentlichung: 31. Mai 2024; mit Free Finga                                                                    |
| 2025 | Žvėris                                  | LT1 (2 Wo.)LT | Erstveröffentlichung: 12. Juni 2025                                                                                   |
| 2025 | Ašara Žvėris                            | LT3 (2 Wo.)LT | Erstveröffentlichung: 12. Juni 2025                                                                                   |
| 2025 | Manija Žvėris                           | LT4 (2 Wo.)LT | Erstveröffentlichung: 12. Juni 2025                                                                                   |
| 2025 | Kodėl Aš Ir Vėl Žvėris                  | LT5 (2 Wo.)LT | Erstveröffentlichung: 12. Juni 2025                                                                                   |
| 2025 | Aš Tik Žmogus Žvėris                    | LT6 (2 Wo.)LT | Erstveröffentlichung: 12. Juni 2025                                                                                   |
| 2025 | Ar Nori To Žvėris                       | LT6 (2 Wo.)LT | Erstveröffentlichung: 12. Juni 2025                                                                                   |
| 2025 | Mažas Amžinai Žvėris                    | LT8 (2 Wo.)LT | Erstveröffentlichung: 12. Juni 2025                                                                                   |
| 2025 | Sugedęs Telefonas Žvėris                | LT13 (2 Wo.)LT | Erstveröffentlichung: 12. Juni 2025                                                                                   |
| 2025 | Pasaka                                  | LT12 (83 Wo.)LT | Erstveröffentlichung: 10. März 2023                                                                                   |
| 2025 | Kylančių Rankų Sutemos                  | LT10 (26 Wo.)LT | Erstveröffentlichung: 31. Mai 2024                                                                                    |

Weitere Singles
- 2019: Surašyt Žvaigždes
- 2019: Nei Man Ką (mit Niko Barisas)
- 2020: Taip Atsitiko
- 2020: Liūdnos Kalėdos (mit Rokas)
- 2020: Alright (Piano Version) (mit Justinas Jarutis)
- 2020: Alright (LEOWI Remix) (mit Justinas Jarutis)
- 2021: Noriu Rėkt
- 2024: Pilnatis (Remixes)

## Musikvideos
| Jahr | Titel                                   | Regie                         |
| ---- | --------------------------------------- | ----------------------------- |
| 2019 | Viskas Ką Turiu                         |                               |
| 2019 | Nebenoriu Laukti                        |                               |
| 2019 | Stadionai (mit Rokas)                   |                               |
| 2020 | Rožė                                    | Julijus Nosovas               |
| 2020 | Oras Ir Vanduo                          | Jessica Shy, Linas Strockis   |
| 2022 | Šokam Lėtai                             | Erdvilas Petras Abukevičius   |
| 2022 | Ar Įsileisi                             | Jessica Shy, Justinas Jarutis |
| 2022 | Ilgėtis Mėnulio (feat. Nombeko Auguste) | Jessica Shy, Nombeko Auguste  |
| 2022 | Tyliai Pakuždėk (feat. Nombeko Auguste) | Ovidijus Andriulaitis         |
| 2022 | Žiburiai                                | Laura Udra                    |
| 2023 | Dėl Tavęs                               | Mija Kembrė                   |
| 2023 | Nieko Nieko                             | Justinas Vilutis              |
| 2023 | Apkabink                                | Justinas Vilutis              |
| 2023 | Pasaka (mit Elayork)                    | Justinas Vilutis              |
| 2024 | Žvaigždės                               | Dominykas Bliznikas           |
| 2024 | 1000 Vėtrų                              | Pijus Vėberis                 |
| 2025 | Vis Vien                                | Adomas Kaikaris               |
| 2025 | Ašara                                   | Pijus Vėberis                 |

## Statistik

### Chartauswertung
|                     | LT    |
| ------------------- | ----- |
| Nummer-eins-Alben   | LT4LT |
| Top-10-Alben        | LT4LT |
| Alben in den Charts | LT4LT |

|                       | LT     |
| --------------------- | ------ |
| Nummer-eins-Singles   | LT9LT  |
| Top-10-Singles        | LT22LT |
| Singles in den Charts | LT45LT |

### Auszeichnungen für Musikverkäufe
Anmerkung: Auszeichnungen in Ländern aus den Charttabellen bzw. Chartboxen sind in ebendiesen zu finden.
| Land/RegionAuszeichnungen für Musikverkäufe (Land/Region, Auszeichnungen, Verkäufe, Quellen) | Gold     | Platin     | Diamant     | Verkäufe | Quellen  |
| -------------------------------------------------------------------------------------------- | -------- | ---------- | ----------- | -------- | -------- |
| Litauen (AGATA)                                                                              | 4× Gold4 | 2× Platin2 | 5× Diamant5 | —        | agata.lt |
| Insgesamt                                                                                    | 4× Gold4 | 2× Platin2 | 5× Diamant5 |          |          |